# Guadalupe Victoria, Altamirano
Guadalupe Victoria är en ort i Mexiko.   Den ligger i kommunen Altamirano och delstaten Chiapas, i den sydöstra delen av landet, 800 km öster om huvudstaden Mexico City. Guadalupe Victoria ligger 1 322 meter över havet och antalet invånare är 225.
Terrängen runt Guadalupe Victoria är huvudsakligen kuperad, men norrut är den bergig. Runt Guadalupe Victoria är det glesbefolkat, med 19 invånare per kvadratkilometer. Närmaste större samhälle är El Prado Pacayal, 20,0 km nordost om Guadalupe Victoria. I omgivningarna runt Guadalupe Victoria växer i huvudsak städsegrön lövskog.